# Eduardo Vega de Seoane y Echevarría
Eduardo Vega de Seoane y Echeverría fue un abogado y político español, nacido en San Fernando (Cádiz) y fallecido en San Sebastián el 22 de febrero de 1951. Hijo de Baldomero Vega de Seoane y Andrea Pérez, se licenció en Derecho y se estableció en San Sebastián, donde fue vocal de la Junta Provincial de Beneficencia de Guipúzcoa por el Partido Liberal. Fue elegido diputado por el distrito de Pego (provincia de Alicante) en las elecciones generales de 1910 y por el de Denia en las elecciones de 1914. En las elecciones de 1916 se presentó por el distrito de Pego, pero fue derrotado por Miguel Maura Gamazo. Posteriormente fue presidente de la Sociedad Española de Papelería.